# NGC 433
NGC 433 (другое обозначение — OCL 319) — рассеянное скопление в созвездии Кассиопея. Открыто Джоном Гершелем в 1829 году, описывается Дрейером как «маленькое, немного сжатое скопление».
Этот объект входит в число перечисленных в оригинальной редакции «Нового общего каталога».
По результатам различных наблюдений, наиболее ранний спектральный класс звёзд, встречающийся в скоплении — B5, что говорит о возрасте скопления около 110 миллионов лет. Также заслуживает внимания малое количество ярких звёзд.